# Badjé Bannya
Badjé Bannya (* um 1912 in Ngayga; † 13. Dezember 1970; auch Badjé Babia, Badjé Bania) war ein nigrischer Erzähler vom Berufsstand der Djesseré.

## Leben
Badjé Bannyas Vater hieß Bannya Dianni, seine Mutter Pori. Sein Geburtsort Ngayga liegt in der Gegend von Birni N’Gaouré. Er verbrachte zwölf Jahre im heutigen Mali, um sein Handwerk als Erzähler zu lernen, und ließ sich mit seinem jüngeren Bruder Garba Bannya im Dorf Tonko Bangou in Liboré nieder.
Dort wirkte er als Djesseré des Kantonschefs von Liboré. Er hatte zahlreiche Schüler, darunter seinen ältesten Sohn Djéliba Badjé und Djado Sékou. Badjé Bannya gilt neben den beiden eben Genannten sowie Koulba Baba, Nouhou Malio und Tinguizi als einer der großen Djesseré-Meister. Er trug seine Erzählungen in der Sprache Zarma vor. Davon wurden seitens Radio Niger und des Forschungsinstituts für Humanwissenschaften (IRSH) in Niamey folgende in Tonaufnahmen festgehalten: Amala Seyni Gakoy, Garba Mamaar, Gorba Dikko, Hambodeejo Paate, Maamar Kasay, Manta (in zwei Versionen), Sambo Soga, Tilwati, Yooli Jawanndo, Zabarkan und ein titelloser Zarma-Stammbaum.
Badjé Bannya hatte sieben Ehefrauen und neun Kinder.